# Uruguay en la Copa América 2024
La selección de Uruguay fue uno de los 16 equipos participantes en la Copa América 2024, torneo continental que se llevó a cabo entre el 20 de junio y el 14 de julio en los Estados Unidos. Fue la cuadragésima sexta participación de Uruguay.
Formó parte del Grupo C, junto a Estados Unidos, Panamá y Bolivia. En los cuartos de final derrotó a Brasil en la tanda de penales, en las semifinales perdió 0-1 ante Colombia y culminó su participación en el tercer lugar del torneo tras vencer en la tanda de penales a Canadá en la definición del tercer puesto.

## Preparación
En la edición anterior de Copa América disputada en Brasil, Uruguay formó parte del Grupo A con Chile, Bolivia, Paraguay, y Argentina; terminó en el segundo lugar del grupo tras ganar dos partidos, empatar uno y perder uno, esto permitió el avance a la siguiente fase correspondiente a cuartos de final donde enfrentó a Colombia y culminó su participación al caer derrotado por 2-4 en la tanda de penales, en el tiempo regular empató 0-0. El máximo anotador fue Edinson Cavani con dos goles y en todo el campeonato el cuerpo técnico estuvo encabezado por Óscar Washington Tabárez.
Al iniciar un nuevo proceso eliminatorio rumbo al Mundial 2026 cambió la dirección técnica, esta le fue encargada desde el inicio a Marcelo Bielsa en reemplazo de Diego Alonso, quien dirigió a la selección charrúa en los últimos partidos de la eliminatoria y la Copa del Mundo 2022 jugada en Catar. Entre septiembre y noviembre de 2023 se disputaron seis partidos de las clasificatorias mundialistas, dando como resultado cuatro victorias, un empate y una derrota, destacando las victorias sobre Brasil en el Centenario y contra Argentina en La Bombonera, ambos con el marcador de 2-0.

### Partidos oficiales
| Eliminatorias Sudamericanas Fecha 1; 8 de septiembre de 2023 | Uruguay                                   | 3:1 (2:0) | Chile     | Estadio Centenario, Montevideo                                                |                                                                               |
| 20:00 (UTC-3)                                                | - N. de la Cruz 38', 71' - Valverde 45+2' | Reporte   | Vidal 74' | Asistencia: 49 713 espectadores Árbitro(s): Darío Herrera VAR: Mauro Vigliano | Asistencia: 49 713 espectadores Árbitro(s): Darío Herrera VAR: Mauro Vigliano |

| Uniformes | Uniformes |
| --------- | --------- |
|           |           |

| Eliminatorias Sudamericanas Fecha 2; 12 de septiembre de 2023 | Ecuador           | 2:1 (1:1) | Uruguay      | Estadio Rodrigo Paz Delgado, Quito                                           |                                                                              |
| 16:00 (UTC-5)                                                 | Torres 45+5', 61' | Reporte   | Canobbio 38' | Asistencia: 35 613 espectadores Árbitro(s): Wilton Sampaio VAR: Daniel Nobre | Asistencia: 35 613 espectadores Árbitro(s): Wilton Sampaio VAR: Daniel Nobre |

| Uniformes | Uniformes |
| --------- | --------- |
|           |           |

| Eliminatorias Sudamericanas Fecha 3; 12 de octubre de 2023 | Colombia                    | 2:2 (1:0) | Uruguay                               | Estadio Metropolitano, Barranquilla                                   |                                                                       |
| 15:30 (UTC-5)                                              | - Rodríguez 35' - Uribe 52' | Reporte   | - M. Olivera 47' - Núñez 90+1' (pen.) | Asistencia: 43 915 espectadores Árbitro(s): Piero Maza VAR: Juan Lara | Asistencia: 43 915 espectadores Árbitro(s): Piero Maza VAR: Juan Lara |

| Uniformes | Uniformes |
| --------- | --------- |
|           |           |

| Eliminatorias Sudamericanas Fecha 4; 17 de octubre de 2023 | Uruguay                         | 2:0 (1:0) | Brasil | Estadio Centenario, Montevideo                                            |                                                                           |
| 21:00 (UTC-3)                                              | - Núñez 42' - N. de la Cruz 71' | Reporte   |        | Asistencia: 52 477 espectadores Árbitro(s): Alexis Herrera VAR: Juan Soto | Asistencia: 52 477 espectadores Árbitro(s): Alexis Herrera VAR: Juan Soto |

| Uniformes | Uniformes |
| --------- | --------- |
|           |           |

| Eliminatorias Sudamericanas Fecha 5; 16 de noviembre de 2023 | Argentina | 0:2 (0:1) | Uruguay                     | Estadio La Bombonera, Buenos Aires                                         |                                                                            |
| 21:00 (UTC-3)                                                |           | Reporte   | - R. Araújo 41' - Núñez 87' | Asistencia: 51 900 espectadores Árbitro(s): Wilmar Roldán VAR: Jhon Ospina | Asistencia: 51 900 espectadores Árbitro(s): Wilmar Roldán VAR: Jhon Ospina |

| Uniformes | Uniformes |
| --------- | --------- |
|           |           |

| Eliminatorias Sudamericanas Fecha 6; 21 de noviembre de 2023 | Uruguay                                | 3:0 (2:0) | Bolivia | Estadio Centenario, Montevideo                                           |                                                                          |
| 20:30 (UTC-3)                                                | - Núñez 15', 71' - Villamíl 39' (a.g.) | Reporte   |         | Asistencia: 46 100 espectadores Árbitro(s): Kevin Ortega VAR: Diego Haro | Asistencia: 46 100 espectadores Árbitro(s): Kevin Ortega VAR: Diego Haro |

| Uniformes | Uniformes |
| --------- | --------- |
|           |           |

### Amistosos previos
| 23 de marzo de 2024 | País Vasco | 1:1 (1:0) | Uruguay    | Estadio San Mamés, Bilbao        |                                  |
| 21:00 (UTC+2)       | Djaló 44'  | Reporte   | Vecino 46' | Árbitro(s): De Burgos Bengoetxea | Árbitro(s): De Burgos Bengoetxea |

| Uniformes | Uniformes |
| --------- | --------- |
|           |           |

| 26 de marzo de 2024 | Costa de Marfil                   | 2:1 (1:0) | Uruguay   | Estadio Bollaert-Delelis, Lens |                          |
| 21:45 (UTC+2)       | - M. Olivera 9' (a.g.) - Doué 84' | Reporte   | Viñas 77' | Árbitro(s): Ruddy Buquet       | Árbitro(s): Ruddy Buquet |

| Uniformes | Uniformes |
| --------- | --------- |
|           |           |

| 31 de mayo de 2024 | Costa Rica | 0:0     | Uruguay | Estadio Nacional, San José |                           |
| 20:00 (UTC-6)      |            | Reporte |         | Árbitro(s): Óscar Barrera  | Árbitro(s): Óscar Barrera |

| Uniformes | Uniformes |
| --------- | --------- |
|           |           |

| 5 de junio de 2024 | México | 0:4 (0:3) | Uruguay                              | Empower Field, Denver     |                           |
| 19:00 (UTC-6)      |        | Reporte   | - Núñez 7', 44', 49' - Pellistri 26' | Árbitro(s): Oshane Nation | Árbitro(s): Oshane Nation |

| Uniformes | Uniformes |
| --------- | --------- |
|           |           |

## Plantel

### Lista de convocados
- Lista de futbolistas convocados para la Copa América 2024.[5]

| N.º                  | Nombre                 | Posición      | Edad    | PJ  | Goles | Club                 |
| -------------------- | ---------------------- | ------------- | ------- | --- | ----- | -------------------- |
| 1                    | Sergio Rochet          | Portero       | 32 años | 19  | 0     | Internacional        |
| 12                   | Franco Israel          | Portero       | 25 años | 2   | 0     | Sporting CP          |
| 23                   | Santiago Mele          | Portero       | 27 años | 4   | 0     | Junior               |
| 2                    | José María Giménez     | Defensa       | 30 años | 84  | 8     | Atlético de Madrid   |
| 3                    | Sebastián Cáceres      | Defensa       | 25 años | 12  | 0     | Club América         |
| 4                    | Ronald Araújo          | Defensa       | 26 años | 16  | 1     | Barcelona            |
| 8                    | Nahitan Nández         | Defensa       | 29 años | 56  | 0     | Al-Qadisiyah         |
| 13                   | Guillermo Varela       | Defensa       | 32 años | 15  | 0     | Flamengo             |
| 16                   | Mathías Olivera        | Defensa       | 27 años | 17  | 1     | Napoli               |
| 17                   | Matías Viña            | Defensa       | 27 años | 36  | 0     | Flamengo             |
| 22                   | Nicolás Marichal       | Defensa       | 24 años | 1   | 0     | Dinamo Moscú         |
| 24                   | Lucas Olaza            | Defensa       | 30 años | 3   | 0     | Krasnodar            |
| 5                    | Manuel Ugarte          | Mediocampista | 24 años | 16  | 0     | Paris Saint-Germain  |
| 6                    | Rodrigo Bentancur      | Mediocampista | 27 años | 59  | 1     | Tottenham Hotspur    |
| 7                    | Nicolás de la Cruz     | Mediocampista | 27 años | 26  | 5     | Flamengo             |
| 10                   | Giorgian de Arrascaeta | Mediocampista | 30 años | 46  | 10    | Flamengo             |
| 14                   | Agustín Canobbio       | Mediocampista | 26 años | 12  | 1     | Athletico Paranaense |
| 15                   | Federico Valverde      | Mediocampista | 26 años | 56  | 6     | Real Madrid          |
| 21                   | Emiliano Martínez      | Mediocampista | 25 años | 2   | 0     | Midtjylland          |
| 9                    | Luis Suárez            | Delantero     | 38 años | 138 | 68    | Inter de Miami       |
| 11                   | Facundo Pellistri      | Delantero     | 23 años | 20  | 1     | Granada              |
| 18                   | Brian Rodríguez        | Delantero     | 25 años | 23  | 4     | Club América         |
| 19                   | Darwin Núñez           | Delantero     | 25 años | 23  | 11    | Liverpool            |
| 20                   | Maximiliano Araújo     | Delantero     | 25 años | 8   | 1     | Deportivo Toluca     |
| 25                   | Cristian Olivera       | Delantero     | 23 años | 3   | 0     | Los Angeles FC       |
| 26                   | Brian Ocampo           | Delantero     | 25 años | 1   | 0     | Cádiz CF             |
| Bandera de Argentina | Marcelo Bielsa         | Entrenador    | 69 años |     |       |                      |

#### Jugadores por liga
| Liga                       | Jugadores aportados |
| -------------------------- | ------------------- |
| Brasileirão                | 6                   |
| LaLiga                     | 5                   |
| Primera División de México | 3                   |
| Liga Premier de Rusia      | 2                   |
| Premier League             | 2                   |
| MLS                        | 2                   |
| Primeira Liga              | 1                   |
| Primera A                  | 1                   |
| Liga Profesional Saudí     | 1                   |
| Serie A                    | 1                   |
| Ligue 1                    | 1                   |
| Superliga de Dinamarca     | 1                   |

## Participación
- Los horarios son correspondientes al huso horario de cada sede.

### Partidos
| Fecha       | Ciudad               | Instancia                    |                |                           | Resultado          |                     |          |
| ----------- | -------------------- | ---------------------------- | -------------- | ------------------------- | ------------------ | ------------------- | -------- |
| 23 de junio | Miami Gardens        | Fase de grupos               | Uruguay        | Bandera de Uruguay        | 3:1 (1:0)          | Bandera de Panamá   | Panamá   |
| 27 de junio | East Rutherford      | Fase de grupos               | Uruguay        | Bandera de Uruguay        | 5:0 (2:0)          | Bandera de Bolivia  | Bolivia  |
| 1 de julio  | Kansas City (Misuri) | Fase de grupos               | Estados Unidos | Bandera de Estados Unidos | 0:1 (0:0)          | Bandera de Uruguay  | Uruguay  |
| 6 de julio  | Paradise             | Cuartos de final             | Uruguay        | Bandera de Uruguay        | 0:0 (4:2 p.)       | Bandera de Brasil   | Brasil   |
| 10 de julio | Charlotte            | Semifinales                  | Uruguay        | Bandera de Uruguay        | 0:1 (0:1)          | Bandera de Colombia | Colombia |
| 13 de julio | Charlotte            | Definición del tercer puesto | Canadá         | Bandera de Canadá         | 2:2 (1:1) (3:4 p.) | Bandera de Uruguay  | Uruguay  |

### Fase de grupos - Grupo C

#### Posiciones
| Selección      | Pts | PJ | PG | PE | PP | GF | GC | Dif |
| -------------- | --- | -- | -- | -- | -- | -- | -- | --- |
| Uruguay        | 9   | 3  | 3  | 0  | 0  | 9  | 1  | +8  |
| Panamá         | 6   | 3  | 2  | 0  | 1  | 6  | 5  | +1  |
| Estados Unidos | 3   | 3  | 1  | 0  | 2  | 3  | 3  | 0   |
| Bolivia        | 0   | 3  | 0  | 0  | 3  | 1  | 10 | –9  |

|  | Clasificados a los cuartos de final. |

#### Uruguay vs. Panamá
| Jornada 1; 23 de junio | Uruguay                                  | 3:1 (1:0) | Panamá        | Hard Rock Stadium, Miami Gardens                                           |                                                                            |
| 21:00 (UTC-4)          | - M. Araújo 16' - Núñez 85' - Viña 90+1' | Reporte   | Murillo 90+4' | Asistencia: 33 425 espectadores Árbitro(s): Piero Maza VAR: Mauro Vigliano | Asistencia: 33 425 espectadores Árbitro(s): Piero Maza VAR: Mauro Vigliano |

| 1          | Guardameta     | Sergio Rochet          |     |
| 8          | Defensa        | Nahitan Nández         |     |
| 4          | Defensa        | Ronald Araújo          | 46' |
| 16         | Defensa        | Mathías Olivera        | 60' |
| 17         | Defensa        | Matías Viña            |     |
| 15         | Centrocampista | Federico Valverde      | 85' |
| 5          | Centrocampista | Manuel Ugarte          |     |
| 10         | Centrocampista | Giorgian de Arrascaeta | 60' |
| 11         | Delantero      | Facundo Pellistri      |     |
| 19         | Delantero      | Darwin Núñez           |     |
| 20         | Delantero      | Maximiliano Araújo     |     |
| Entrenador | Entrenador     | Marcelo Bielsa         |     |

| 22         | Guardameta     | Orlando Mosquera       |     |
| 23         | Defensa        | Michael Murillo        |     |
| 24         | Defensa        | Edgardo Fariña         |     |
| 3          | Defensa        | José Córdoba           |     |
| 25         | Defensa        | Roderick Miller        |     |
| 15         | Defensa        | Eric Davis             |     |
| 7          | Centrocampista | José Luis Rodríguez    | 84' |
| 6          | Centrocampista | Cristian Martínez      | 65' |
| 8          | Centrocampista | Adalberto Carrasquilla | 89' |
| 10         | Centrocampista | Édgar Bárcenas         | 89' |
| 17         | Delantero      | José Fajardo           | 84' |
| Entrenador | Entrenador     | Thomas Christiansen    |     |

| 2 | Defensa        | José María Giménez | 46' |
| 7 | Centrocampista | Nicolás de la Cruz | 60' |
| 3 | Defensa        | Sebastián Cáceres  | 60' |
| 6 | Centrocampista | Rodrigo Bentancur  | 85' |

| 14 | Centrocampista | Jovani Welch     | 65' |
| 9  | Delantero      | Eduardo Guerrero | 84' |
| 13 | Centrocampista | Freddy Góndola   | 84' |
| 5  | Centrocampista | Abdiel Ayarza    | 89' |
| 26 | Centrocampista | Kahiser Lenis    | 89' |

| Anotado | 16'   | Maximiliano Araújo | 1–0 |
| Anotado | 85'   | Darwin Núñez       | 2–0 |
| Anotado | 90+1' | Matías Viña        | 3–0 |

| Anotado | 90+4' | Michael Murillo | 3–1 |

| Amonestado | 68' | Jovani Welch |

| Árbitro             | Piero Maza      |
| Árbitros asistentes | Claudio Urrutia |
| Árbitros asistentes | Miguel Rocha    |
| Cuarto árbitro      | Juan Benítez    |
| Quinto árbitro      | Eduardo Cardozo |
| VAR                 | Mauro Vigliano  |
| Adicional VAR       | Héctor Paletta  |
| Asesor de árbitros  | Olga Miranda    |
| Quality Mánager     | Patricio Polic  |

| 1          | Guardameta     | Sergio Rochet          |     |
| 8          | Defensa        | Nahitan Nández         |     |
| 4          | Defensa        | Ronald Araújo          | 46' |
| 16         | Defensa        | Mathías Olivera        | 60' |
| 17         | Defensa        | Matías Viña            |     |
| 15         | Centrocampista | Federico Valverde      | 85' |
| 5          | Centrocampista | Manuel Ugarte          |     |
| 10         | Centrocampista | Giorgian de Arrascaeta | 60' |
| 11         | Delantero      | Facundo Pellistri      |     |
| 19         | Delantero      | Darwin Núñez           |     |
| 20         | Delantero      | Maximiliano Araújo     |     |
| Entrenador | Entrenador     | Marcelo Bielsa         |     |

| 22         | Guardameta     | Orlando Mosquera       |     |
| 23         | Defensa        | Michael Murillo        |     |
| 24         | Defensa        | Edgardo Fariña         |     |
| 3          | Defensa        | José Córdoba           |     |
| 25         | Defensa        | Roderick Miller        |     |
| 15         | Defensa        | Eric Davis             |     |
| 7          | Centrocampista | José Luis Rodríguez    | 84' |
| 6          | Centrocampista | Cristian Martínez      | 65' |
| 8          | Centrocampista | Adalberto Carrasquilla | 89' |
| 10         | Centrocampista | Édgar Bárcenas         | 89' |
| 17         | Delantero      | José Fajardo           | 84' |
| Entrenador | Entrenador     | Thomas Christiansen    |     |

| 2 | Defensa        | José María Giménez | 46' |
| 7 | Centrocampista | Nicolás de la Cruz | 60' |
| 3 | Defensa        | Sebastián Cáceres  | 60' |
| 6 | Centrocampista | Rodrigo Bentancur  | 85' |

| 14 | Centrocampista | Jovani Welch     | 65' |
| 9  | Delantero      | Eduardo Guerrero | 84' |
| 13 | Centrocampista | Freddy Góndola   | 84' |
| 5  | Centrocampista | Abdiel Ayarza    | 89' |
| 26 | Centrocampista | Kahiser Lenis    | 89' |

| Anotado | 16'   | Maximiliano Araújo | 1–0 |
| Anotado | 85'   | Darwin Núñez       | 2–0 |
| Anotado | 90+1' | Matías Viña        | 3–0 |

| Anotado | 90+4' | Michael Murillo | 3–1 |

| Amonestado | 68' | Jovani Welch |

| Árbitro             | Piero Maza      |
| Árbitros asistentes | Claudio Urrutia |
| Árbitros asistentes | Miguel Rocha    |
| Cuarto árbitro      | Juan Benítez    |
| Quinto árbitro      | Eduardo Cardozo |
| VAR                 | Mauro Vigliano  |
| Adicional VAR       | Héctor Paletta  |
| Asesor de árbitros  | Olga Miranda    |
| Quality Mánager     | Patricio Polic  |

| Estadísticas      | Bandera de Uruguay | Bandera de Panamá |
| Tiros             | 20                 | 10                |
| Tiros a puerta    | 7                  | 3                 |
| Faltas            | 12                 | 9                 |
| Saques de esquina | 9                  | 3                 |
| Penaltis          | 0                  | 0                 |
| Fueras de juego   | 3                  | 1                 |
| Posesión de balón | 55%                | 45%               |

#### Uruguay vs. Bolivia
| Jornada 2; 27 de junio | Uruguay                                                                   | 5:0 (2:0) | Bolivia | MetLife Stadium, East Rutherford                                               |                                                                                |
| 21:00 (UTC-4)          | - Pellistri 8' - Núñez 21' - M. Araújo 77' - Valverde 81' - Bentancur 89' | Reporte   |         | Asistencia: 48 033 espectadores Árbitro(s): Juan Benítez VAR: Rodrigo Carvajal | Asistencia: 48 033 espectadores Árbitro(s): Juan Benítez VAR: Rodrigo Carvajal |

| 1          | Guardameta     | Sergio Rochet      |     |
| 8          | Defensa        | Nahitan Nández     |     |
| 4          | Defensa        | Ronald Araújo      |     |
| 16         | Defensa        | Mathías Olivera    |     |
| 17         | Defensa        | Matías Viña        | 83' |
| 5          | Centrocampista | Manuel Ugarte      |     |
| 15         | Centrocampista | Federico Valverde  | 86' |
| 11         | Centrocampista | Facundo Pellistri  | 86' |
| 7          | Centrocampista | Nicolás de la Cruz | 89' |
| 20         | Centrocampista | Maximiliano Araújo |     |
| 19         | Delantero      | Darwin Núñez       | 83' |
| Entrenador | Entrenador     | Marcelo Bielsa     |     |

| 23         | Guardameta     | Guillermo Viscarra |     |
| 22         | Defensa        | Héctor Cuellar     |     |
| 4          | Defensa        | Luis Haquín        |     |
| 21         | Defensa        | José Sagredo       |     |
| 25         | Centrocampista | Yomar Rocha        | 74' |
| 16         | Centrocampista | Boris Céspedes     |     |
| 15         | Centrocampista | Gabriel Villamíl   |     |
| 17         | Centrocampista | Roberto Fernández  | 46' |
| 7          | Delantero      | Miguel Terceros    | 68' |
| 11         | Delantero      | Carmelo Algarañaz  | 82' |
| 10         | Delantero      | Ramiro Vaca        | 74' |
| Entrenador | Entrenador     | Antônio Zago       |     |

| 9  | Delantero      | Luis Suárez            | 83' |
| 24 | Defensa        | Lucas Olaza            | 83' |
| 6  | Centrocampista | Rodrigo Bentancur      | 86' |
| 25 | Delantero      | Cristian Olivera       | 86' |
| 10 | Centrocampista | Giorgian de Arrascaeta | 89' |

| 24 | Defensa        | Marcelo Suárez  | 46' |
| 13 | Delantero      | Lucas Chávez    | 68' |
| 3  | Defensa        | Diego Medina    | 74' |
| 8  | Delantero      | Jaume Cuéllar   | 74' |
| 26 | Centrocampista | Adalid Terrazas | 82' |

| Anotado | 8'  | Facundo Pellistri  | 1–0 |
| Anotado | 21' | Darwin Núñez       | 2–0 |
| Anotado | 77' | Maximiliano Araújo | 3–0 |
| Anotado | 81' | Federico Valverde  | 4–0 |
| Anotado | 89' | Rodrigo Bentancur  | 5–0 |

| Amonestado | 65' | Yomar Rocha |

| Árbitro             | Juan Benítez        |
| Árbitros asistentes | Eduardo Cardozo     |
| Árbitros asistentes | Milciades Saldívar  |
| Cuarto árbitro      | Edina Alves Batista |
| Quinto árbitro      | Migdalia Rodríguez  |
| VAR                 | Rodrigo Carvajal    |
| Adicional VAR       | José Cuevas         |
| Asesor de árbitros  | Ángel Sánchez       |
| Quality Mánager     | Pericles Cortez     |

| 1          | Guardameta     | Sergio Rochet      |     |
| 8          | Defensa        | Nahitan Nández     |     |
| 4          | Defensa        | Ronald Araújo      |     |
| 16         | Defensa        | Mathías Olivera    |     |
| 17         | Defensa        | Matías Viña        | 83' |
| 5          | Centrocampista | Manuel Ugarte      |     |
| 15         | Centrocampista | Federico Valverde  | 86' |
| 11         | Centrocampista | Facundo Pellistri  | 86' |
| 7          | Centrocampista | Nicolás de la Cruz | 89' |
| 20         | Centrocampista | Maximiliano Araújo |     |
| 19         | Delantero      | Darwin Núñez       | 83' |
| Entrenador | Entrenador     | Marcelo Bielsa     |     |

| 23         | Guardameta     | Guillermo Viscarra |     |
| 22         | Defensa        | Héctor Cuellar     |     |
| 4          | Defensa        | Luis Haquín        |     |
| 21         | Defensa        | José Sagredo       |     |
| 25         | Centrocampista | Yomar Rocha        | 74' |
| 16         | Centrocampista | Boris Céspedes     |     |
| 15         | Centrocampista | Gabriel Villamíl   |     |
| 17         | Centrocampista | Roberto Fernández  | 46' |
| 7          | Delantero      | Miguel Terceros    | 68' |
| 11         | Delantero      | Carmelo Algarañaz  | 82' |
| 10         | Delantero      | Ramiro Vaca        | 74' |
| Entrenador | Entrenador     | Antônio Zago       |     |

| 9  | Delantero      | Luis Suárez            | 83' |
| 24 | Defensa        | Lucas Olaza            | 83' |
| 6  | Centrocampista | Rodrigo Bentancur      | 86' |
| 25 | Delantero      | Cristian Olivera       | 86' |
| 10 | Centrocampista | Giorgian de Arrascaeta | 89' |

| 24 | Defensa        | Marcelo Suárez  | 46' |
| 13 | Delantero      | Lucas Chávez    | 68' |
| 3  | Defensa        | Diego Medina    | 74' |
| 8  | Delantero      | Jaume Cuéllar   | 74' |
| 26 | Centrocampista | Adalid Terrazas | 82' |

| Anotado | 8'  | Facundo Pellistri  | 1–0 |
| Anotado | 21' | Darwin Núñez       | 2–0 |
| Anotado | 77' | Maximiliano Araújo | 3–0 |
| Anotado | 81' | Federico Valverde  | 4–0 |
| Anotado | 89' | Rodrigo Bentancur  | 5–0 |

| Amonestado | 65' | Yomar Rocha |

| Árbitro             | Juan Benítez        |
| Árbitros asistentes | Eduardo Cardozo     |
| Árbitros asistentes | Milciades Saldívar  |
| Cuarto árbitro      | Edina Alves Batista |
| Quinto árbitro      | Migdalia Rodríguez  |
| VAR                 | Rodrigo Carvajal    |
| Adicional VAR       | José Cuevas         |
| Asesor de árbitros  | Ángel Sánchez       |
| Quality Mánager     | Pericles Cortez     |

| Estadísticas      | Bandera de Uruguay | Bandera de Bolivia |
| Tiros             | 18                 | 4                  |
| Tiros a puerta    | 9                  | 1                  |
| Faltas            | 12                 | 14                 |
| Saques de esquina | 4                  | 3                  |
| Penaltis          | 0                  | 0                  |
| Fueras de juego   | 3                  | 0                  |
| Posesión de balón | 60%                | 40%                |

#### Estados Unidos vs. Uruguay
| Jornada 3; 1 de julio | Estados Unidos | 0:1 (0:0) | Uruguay        | Arrowhead Stadium, Kansas City (Misuri)                                   |                                                                           |
| 20:00 (UTC-5)         |                | Reporte   | M. Olivera 66' | Asistencia: 55 460 espectadores Árbitro(s): Kevin Ortega VAR: Carlos Orbe | Asistencia: 55 460 espectadores Árbitro(s): Kevin Ortega VAR: Carlos Orbe |

| 1          | Guardameta     | Matt Turner       |     |
| 22         | Defensa        | Joe Scally        | 79' |
| 3          | Defensa        | Chris Richards    |     |
| 13         | Defensa        | Tim Ream          | 89' |
| 5          | Defensa        | Antonee Robinson  |     |
| 8          | Centrocampista | Weston McKennie   |     |
| 4          | Centrocampista | Tyler Adams       |     |
| 6          | Centrocampista | Yunus Musah       | 72' |
| 10         | Delantero      | Christian Pulisic |     |
| 20         | Delantero      | Folarin Balogun   | 41' |
| 7          | Delantero      | Giovanni Reyna    |     |
| Entrenador | Entrenador     | Gregg Berhalter   |     |

| 1          | Guardameta     | Sergio Rochet      |     |
| 8          | Defensa        | Nahitan Nández     |     |
| 4          | Defensa        | Ronald Araújo      |     |
| 16         | Defensa        | Mathías Olivera    |     |
| 17         | Defensa        | Matías Viña        | 72' |
| 5          | Centrocampista | Manuel Ugarte      | 89' |
| 15         | Centrocampista | Federico Valverde  |     |
| 11         | Centrocampista | Facundo Pellistri  |     |
| 7          | Centrocampista | Nicolás de la Cruz | 79' |
| 20         | Centrocampista | Maximiliano Araújo | 27' |
| 19         | Delantero      | Darwin Núñez       | 89' |
| Entrenador | Entrenador     | Pablo Quiroga      |     |

| 9  | Delantero      | Ricardo Pepi  | 41' |
| 26 | Delantero      | Josh Sargent  | 72' |
| 19 | Delantero      | Haji Wright   | 79' |
| 17 | Centrocampista | Malik Tillman | 89' |

| 25 | Delantero      | Cristian Olivera   | 27' |
| 2  | Defensa        | José María Giménez | 72' |
| 6  | Centrocampista | Rodrigo Bentancur  | 79' |
| 3  | Defensa        | Sebastián Cáceres  | 89' |
| 9  | Delantero      | Luis Suárez        | 89' |

| Anotado | 66' | Mathías Olivera | 0–1 |

| Amonestado | 17' | Tyler Adams    |
| Amonestado | 32' | Chris Richards |

| Amonestado | 45+4' | Darwin Núñez |

| Árbitro             | Kevin Ortega     |
| Árbitros asistentes | Michael Orué     |
| Árbitros asistentes | Stephen Atoche   |
| Cuarto árbitro      | Augusto Menéndez |
| Quinto árbitro      | José Antelo      |
| VAR                 | Carlos Orbe      |
| Adicional VAR       | Bryan Loayza     |
| Asesor de árbitros  | Ángel Sánchez    |
| Quality Mánager     | Víctor Carrillo  |

| 1          | Guardameta     | Matt Turner       |     |
| 22         | Defensa        | Joe Scally        | 79' |
| 3          | Defensa        | Chris Richards    |     |
| 13         | Defensa        | Tim Ream          | 89' |
| 5          | Defensa        | Antonee Robinson  |     |
| 8          | Centrocampista | Weston McKennie   |     |
| 4          | Centrocampista | Tyler Adams       |     |
| 6          | Centrocampista | Yunus Musah       | 72' |
| 10         | Delantero      | Christian Pulisic |     |
| 20         | Delantero      | Folarin Balogun   | 41' |
| 7          | Delantero      | Giovanni Reyna    |     |
| Entrenador | Entrenador     | Gregg Berhalter   |     |

| 1          | Guardameta     | Sergio Rochet      |     |
| 8          | Defensa        | Nahitan Nández     |     |
| 4          | Defensa        | Ronald Araújo      |     |
| 16         | Defensa        | Mathías Olivera    |     |
| 17         | Defensa        | Matías Viña        | 72' |
| 5          | Centrocampista | Manuel Ugarte      | 89' |
| 15         | Centrocampista | Federico Valverde  |     |
| 11         | Centrocampista | Facundo Pellistri  |     |
| 7          | Centrocampista | Nicolás de la Cruz | 79' |
| 20         | Centrocampista | Maximiliano Araújo | 27' |
| 19         | Delantero      | Darwin Núñez       | 89' |
| Entrenador | Entrenador     | Pablo Quiroga      |     |

| 9  | Delantero      | Ricardo Pepi  | 41' |
| 26 | Delantero      | Josh Sargent  | 72' |
| 19 | Delantero      | Haji Wright   | 79' |
| 17 | Centrocampista | Malik Tillman | 89' |

| 25 | Delantero      | Cristian Olivera   | 27' |
| 2  | Defensa        | José María Giménez | 72' |
| 6  | Centrocampista | Rodrigo Bentancur  | 79' |
| 3  | Defensa        | Sebastián Cáceres  | 89' |
| 9  | Delantero      | Luis Suárez        | 89' |

| Anotado | 66' | Mathías Olivera | 0–1 |

| Amonestado | 17' | Tyler Adams    |
| Amonestado | 32' | Chris Richards |

| Amonestado | 45+4' | Darwin Núñez |

| Árbitro             | Kevin Ortega     |
| Árbitros asistentes | Michael Orué     |
| Árbitros asistentes | Stephen Atoche   |
| Cuarto árbitro      | Augusto Menéndez |
| Quinto árbitro      | José Antelo      |
| VAR                 | Carlos Orbe      |
| Adicional VAR       | Bryan Loayza     |
| Asesor de árbitros  | Ángel Sánchez    |
| Quality Mánager     | Víctor Carrillo  |

| Estadísticas      | Bandera de Estados Unidos | Bandera de Uruguay |
| Tiros             | 8                         | 12                 |
| Tiros a puerta    | 3                         | 5                  |
| Faltas            | 12                        | 12                 |
| Saques de esquina | 2                         | 3                  |
| Penaltis          | 0                         | 0                  |
| Fueras de juego   | 1                         | 0                  |
| Posesión de balón | 49%                       | 51%                |

### Cuartos de final

#### Uruguay vs. Brasil
| 6 de julio    | Uruguay                                                      | 0:0 (4:2 p.)               | Brasil                                                               | Allegiant Stadium, Paradise                                                      |                                                                                  |
| 18:00 (UTC-7) |                                                              | Reporte                    |                                                                      | Asistencia: 43 827 espectadores Árbitro(s): Darío Herrera VAR: Guillermo Pacheco | Asistencia: 43 827 espectadores Árbitro(s): Darío Herrera VAR: Guillermo Pacheco |
|               |                                                              | Tiros desde el punto penal |                                                                      |                                                                                  |                                                                                  |
|               | - Valverde - Bentancur - G. de Arrascaeta - Giménez - Ugarte |                            | - Éder Militão - Andreas Pereira - Douglas Luiz - Gabriel Martinelli |                                                                                  |                                                                                  |

| 1          | Guardameta     | Sergio Rochet      |     |
| 8          | Defensa        | Nahitan Nández     |     |
| 4          | Defensa        | Ronald Araújo      | 33' |
| 16         | Defensa        | Mathías Olivera    |     |
| 17         | Defensa        | Matías Viña        | 46' |
| 5          | Centrocampista | Manuel Ugarte      |     |
| 15         | Centrocampista | Federico Valverde  |     |
| 11         | Centrocampista | Facundo Pellistri  | 78' |
| 7          | Centrocampista | Nicolás de la Cruz | 67' |
| 20         | Centrocampista | Maximiliano Araújo |     |
| 19         | Delantero      | Darwin Núñez       | 78' |
| Entrenador | Entrenador     | Marcelo Bielsa     |     |

| 1          | Guardameta     | Alisson         |     |
| 2          | Defensa        | Danilo          |     |
| 3          | Defensa        | Éder Militão    |     |
| 4          | Defensa        | Marquinhos      |     |
| 16         | Defensa        | Guilherme Arana |     |
| 5          | Centrocampista | Bruno Guimarães | 87' |
| 15         | Centrocampista | João Gomes      | 81' |
| 11         | Centrocampista | Raphinha        | 82' |
| 8          | Centrocampista | Lucas Paquetá   | 81' |
| 10         | Centrocampista | Rodrygo         | 87' |
| 9          | Delantero      | Endrick         |     |
| Entrenador | Entrenador     | Dorival Júnior  |     |

| 2  | Defensa        | José María Giménez     | 33' |
| 3  | Defensa        | Sebastián Cáceres      | 46' |
| 6  | Centrocampista | Rodrigo Bentancur      | 67' |
| 10 | Centrocampista | Giorgian de Arrascaeta | 78' |
| 13 | Defensa        | Guillermo Varela       | 78' |

| 18 | Centrocampista | Douglas Luiz       | 81' |
| 19 | Centrocampista | Andreas Pereira    | 81' |
| 20 | Delantero      | Savinho            | 82' |
| 21 | Delantero      | Evanilson          | 87' |
| 22 | Delantero      | Gabriel Martinelli | 87' |

| Federico Valverde      | Acierto de penal         | 1:0 |                          |                    |
|                        |                          | 1:0 | Fallo de penal (atajado) | Éder Militão       |
| Rodrigo Bentancur      | Acierto de penal         | 2:0 |                          |                    |
|                        |                          | 2:1 | Acierto de penal         | Andreas Pereira    |
| Giorgian de Arrascaeta | Acierto de penal         | 3:1 |                          |                    |
|                        |                          | 3:1 | Fallo de penal (poste)   | Douglas Luiz       |
| José María Giménez     | Fallo de penal (atajado) | 3:1 |                          |                    |
|                        |                          | 3:2 | Acierto de penal         | Gabriel Martinelli |
| Manuel Ugarte          | Acierto de penal         | 4:2 |                          |                    |

| Amonestado | 51' | Manuel Ugarte      |
| Amonestado | 60' | Nicolás de la Cruz |

| Amonestado | 39' | Lucas Paquetá |
| Amonestado | 64' | João Gomes    |

| Expulsado | 74' | Nahitan Nández |

| Árbitro             | Darío Herrera      |
| Árbitros asistentes | Juan Pablo Belatti |
| Árbitros asistentes | Cristian Navarro   |
| Cuarto árbitro      | Iván Barton        |
| Quinto árbitro      | Henri Pupiro       |
| VAR                 | Guillermo Pacheco  |
| Adicionales VAR     | Erick Miranda      |
| Adicionales VAR     | Tatiana Guzmán     |
| Asesor de árbitros  | Leonel Leal        |
| Quality Mánager     | Víctor Carrillo    |

| 1          | Guardameta     | Sergio Rochet      |     |
| 8          | Defensa        | Nahitan Nández     |     |
| 4          | Defensa        | Ronald Araújo      | 33' |
| 16         | Defensa        | Mathías Olivera    |     |
| 17         | Defensa        | Matías Viña        | 46' |
| 5          | Centrocampista | Manuel Ugarte      |     |
| 15         | Centrocampista | Federico Valverde  |     |
| 11         | Centrocampista | Facundo Pellistri  | 78' |
| 7          | Centrocampista | Nicolás de la Cruz | 67' |
| 20         | Centrocampista | Maximiliano Araújo |     |
| 19         | Delantero      | Darwin Núñez       | 78' |
| Entrenador | Entrenador     | Marcelo Bielsa     |     |

| 1          | Guardameta     | Alisson         |     |
| 2          | Defensa        | Danilo          |     |
| 3          | Defensa        | Éder Militão    |     |
| 4          | Defensa        | Marquinhos      |     |
| 16         | Defensa        | Guilherme Arana |     |
| 5          | Centrocampista | Bruno Guimarães | 87' |
| 15         | Centrocampista | João Gomes      | 81' |
| 11         | Centrocampista | Raphinha        | 82' |
| 8          | Centrocampista | Lucas Paquetá   | 81' |
| 10         | Centrocampista | Rodrygo         | 87' |
| 9          | Delantero      | Endrick         |     |
| Entrenador | Entrenador     | Dorival Júnior  |     |

| 2  | Defensa        | José María Giménez     | 33' |
| 3  | Defensa        | Sebastián Cáceres      | 46' |
| 6  | Centrocampista | Rodrigo Bentancur      | 67' |
| 10 | Centrocampista | Giorgian de Arrascaeta | 78' |
| 13 | Defensa        | Guillermo Varela       | 78' |

| 18 | Centrocampista | Douglas Luiz       | 81' |
| 19 | Centrocampista | Andreas Pereira    | 81' |
| 20 | Delantero      | Savinho            | 82' |
| 21 | Delantero      | Evanilson          | 87' |
| 22 | Delantero      | Gabriel Martinelli | 87' |

| Federico Valverde      | Acierto de penal         | 1:0 |                          |                    |
|                        |                          | 1:0 | Fallo de penal (atajado) | Éder Militão       |
| Rodrigo Bentancur      | Acierto de penal         | 2:0 |                          |                    |
|                        |                          | 2:1 | Acierto de penal         | Andreas Pereira    |
| Giorgian de Arrascaeta | Acierto de penal         | 3:1 |                          |                    |
|                        |                          | 3:1 | Fallo de penal (poste)   | Douglas Luiz       |
| José María Giménez     | Fallo de penal (atajado) | 3:1 |                          |                    |
|                        |                          | 3:2 | Acierto de penal         | Gabriel Martinelli |
| Manuel Ugarte          | Acierto de penal         | 4:2 |                          |                    |

| Amonestado | 51' | Manuel Ugarte      |
| Amonestado | 60' | Nicolás de la Cruz |

| Amonestado | 39' | Lucas Paquetá |
| Amonestado | 64' | João Gomes    |

| Expulsado | 74' | Nahitan Nández |

| Árbitro             | Darío Herrera      |
| Árbitros asistentes | Juan Pablo Belatti |
| Árbitros asistentes | Cristian Navarro   |
| Cuarto árbitro      | Iván Barton        |
| Quinto árbitro      | Henri Pupiro       |
| VAR                 | Guillermo Pacheco  |
| Adicionales VAR     | Erick Miranda      |
| Adicionales VAR     | Tatiana Guzmán     |
| Asesor de árbitros  | Leonel Leal        |
| Quality Mánager     | Víctor Carrillo    |

| Estadísticas      | Bandera de Uruguay | Bandera de Brasil |
| Tiros             | 12                 | 7                 |
| Tiros a puerta    | 1                  | 3                 |
| Faltas            | 26                 | 15                |
| Saques de esquina | 6                  | 2                 |
| Penaltis          | 0                  | 0                 |
| Fueras de juego   | 2                  | 0                 |
| Posesión de balón | 40%                | 60%               |

### Semifinales

#### Uruguay vs. Colombia
| 10 de julio   | Uruguay | 0:1 (0:1) | Colombia  | Bank of America Stadium, Charlotte                                       |                                                                          |
| 20:00 (UTC-4) |         | Reporte   | Lerma 39' | Asistencia: 70 644 espectadores Árbitro(s): César Ramos VAR: Carlos Orbe | Asistencia: 70 644 espectadores Árbitro(s): César Ramos VAR: Carlos Orbe |

| 1          | Guardameta     | Sergio Rochet      |     |
| 3          | Defensa        | Sebastián Cáceres  |     |
| 2          | Defensa        | José María Giménez |     |
| 16         | Defensa        | Mathías Olivera    | 46' |
| 15         | Centrocampista | Federico Valverde  |     |
| 5          | Centrocampista | Manuel Ugarte      |     |
| 11         | Centrocampista | Facundo Pellistri  | 46' |
| 6          | Centrocampista | Rodrigo Bentancur  | 34' |
| 7          | Centrocampista | Nicolás de la Cruz | 90' |
| 20         | Centrocampista | Maximiliano Araújo |     |
| 19         | Delantero      | Darwin Núñez       |     |
| Entrenador | Entrenador     | Marcelo Bielsa     |     |

| 12         | Guardameta     | Camilo Vargas    |     |
| 21         | Defensa        | Daniel Muñoz     |     |
| 23         | Defensa        | Dávinson Sánchez |     |
| 2          | Defensa        | Carlos Cuesta    |     |
| 17         | Defensa        | Johan Mojica     |     |
| 6          | Centrocampista | Richard Ríos     | 61' |
| 16         | Centrocampista | Jefferson Lerma  |     |
| 11         | Centrocampista | Jhon Arias       | 46' |
| 10         | Centrocampista | James Rodríguez  | 62' |
| 7          | Centrocampista | Luis Díaz        | 86' |
| 24         | Delantero      | Jhon Córdoba     | 75' |
| Entrenador | Entrenador     | Néstor Lorenzo   |     |

| 13 | Defensa        | Guillermo Varela       | 34' 67' |
| 10 | Centrocampista | Giorgian de Arrascaeta | 46'     |
| 25 | Delantero      | Cristian Olivera       | 46'     |
| 9  | Delantero      | Luis Suárez            | 67'     |
| 14 | Centrocampista | Agustín Canobbio       | 90'     |

| 4  | Defensa        | Santiago Arias  | 46' |
| 15 | Centrocampista | Mateus Uribe    | 61' |
| 5  | Centrocampista | Kevin Castaño   | 62' |
| 13 | Defensa        | Yerry Mina      | 75' |
| 18 | Delantero      | Luis Sinisterra | 86' |

| Anotado | 39' | Jefferson Lerma | 0–1 |

| Amonestado | 26' | Nicolás de la Cruz |
| Amonestado | 63' | Guillermo Varela   |
| Amonestado | 69' | José María Giménez |

| Amonestado | 31'   | Daniel Muñoz    |
| Amonestado | 55'   | James Rodríguez |
| Amonestado | 90+6' | Kevin Castaño   |
| Amonestado | 90+7' | Carlos Cuesta   |

| Otorgado · Expulsado | 45+1' | Daniel Muñoz |

| Árbitro             | César Ramos         |
| Árbitros asistentes | Alberto Morín       |
| Árbitros asistentes | Marco Bisguerra     |
| Cuarto árbitro      | Mario Escobar       |
| Quinto árbitro      | Humberto Panjoj     |
| VAR                 | Carlos Orbe         |
| Adicionales VAR     | Christian Lescano   |
| Adicionales VAR     | Joel Alarcón        |
| Adicionales VAR     | Bryan Loayza        |
| Asesor de árbitros  | Ricardo Casas       |
| Quality Mánager     | Emerson de Carvalho |

| 1          | Guardameta     | Sergio Rochet      |     |
| 3          | Defensa        | Sebastián Cáceres  |     |
| 2          | Defensa        | José María Giménez |     |
| 16         | Defensa        | Mathías Olivera    | 46' |
| 15         | Centrocampista | Federico Valverde  |     |
| 5          | Centrocampista | Manuel Ugarte      |     |
| 11         | Centrocampista | Facundo Pellistri  | 46' |
| 6          | Centrocampista | Rodrigo Bentancur  | 34' |
| 7          | Centrocampista | Nicolás de la Cruz | 90' |
| 20         | Centrocampista | Maximiliano Araújo |     |
| 19         | Delantero      | Darwin Núñez       |     |
| Entrenador | Entrenador     | Marcelo Bielsa     |     |

| 12         | Guardameta     | Camilo Vargas    |     |
| 21         | Defensa        | Daniel Muñoz     |     |
| 23         | Defensa        | Dávinson Sánchez |     |
| 2          | Defensa        | Carlos Cuesta    |     |
| 17         | Defensa        | Johan Mojica     |     |
| 6          | Centrocampista | Richard Ríos     | 61' |
| 16         | Centrocampista | Jefferson Lerma  |     |
| 11         | Centrocampista | Jhon Arias       | 46' |
| 10         | Centrocampista | James Rodríguez  | 62' |
| 7          | Centrocampista | Luis Díaz        | 86' |
| 24         | Delantero      | Jhon Córdoba     | 75' |
| Entrenador | Entrenador     | Néstor Lorenzo   |     |

| 13 | Defensa        | Guillermo Varela       | 34' 67' |
| 10 | Centrocampista | Giorgian de Arrascaeta | 46'     |
| 25 | Delantero      | Cristian Olivera       | 46'     |
| 9  | Delantero      | Luis Suárez            | 67'     |
| 14 | Centrocampista | Agustín Canobbio       | 90'     |

| 4  | Defensa        | Santiago Arias  | 46' |
| 15 | Centrocampista | Mateus Uribe    | 61' |
| 5  | Centrocampista | Kevin Castaño   | 62' |
| 13 | Defensa        | Yerry Mina      | 75' |
| 18 | Delantero      | Luis Sinisterra | 86' |

| Anotado | 39' | Jefferson Lerma | 0–1 |

| Amonestado | 26' | Nicolás de la Cruz |
| Amonestado | 63' | Guillermo Varela   |
| Amonestado | 69' | José María Giménez |

| Amonestado | 31'   | Daniel Muñoz    |
| Amonestado | 55'   | James Rodríguez |
| Amonestado | 90+6' | Kevin Castaño   |
| Amonestado | 90+7' | Carlos Cuesta   |

| Otorgado · Expulsado | 45+1' | Daniel Muñoz |

| Árbitro             | César Ramos         |
| Árbitros asistentes | Alberto Morín       |
| Árbitros asistentes | Marco Bisguerra     |
| Cuarto árbitro      | Mario Escobar       |
| Quinto árbitro      | Humberto Panjoj     |
| VAR                 | Carlos Orbe         |
| Adicionales VAR     | Christian Lescano   |
| Adicionales VAR     | Joel Alarcón        |
| Adicionales VAR     | Bryan Loayza        |
| Asesor de árbitros  | Ricardo Casas       |
| Quality Mánager     | Emerson de Carvalho |

| Estadísticas      | Bandera de Uruguay | Bandera de Colombia |
| Tiros             | 11                 | 11                  |
| Tiros a puerta    | 2                  | 4                   |
| Faltas            | 11                 | 13                  |
| Saques de esquina | 4                  | 3                   |
| Penaltis          | 0                  | 0                   |
| Fueras de juego   | 4                  | 2                   |
| Posesión de balón | 62%                | 38%                 |

### Definición del tercer puesto

#### Canadá vs. Uruguay
| 13 de julio   | Canadá                                        | 2:2 (1:1) (3:4 p.)         | Uruguay                                            | Bank of America Stadium, Charlotte                                           |                                                                              |
| 20:00 (UTC-4) | - Koné 22' - David 80'                        | Reporte                    | - Bentancur 8' - Suárez 90+2'                      | Asistencia: 24 386 espectadores Árbitro(s): Alexis Herrera VAR: Derlis López | Asistencia: 24 386 espectadores Árbitro(s): Alexis Herrera VAR: Derlis López |
|               |                                               | Tiros desde el punto penal |                                                    |                                                                              |                                                                              |
|               | - David - Bombito - Koné - Choinière - Davies |                            | - Valverde - Bentancur - G. de Arrascaeta - Suárez |                                                                              |                                                                              |

| 1          | Guardameta     | Dayne St. Clair    |     |
| 2          | Defensa        | Alistair Johnston  | 62' |
| 3          | Defensa        | Luc de Fougerolles | 67' |
| 15         | Defensa        | Moïse Bombito      |     |
| 22         | Defensa        | Richie Laryea      |     |
| 8          | Centrocampista | Ismaël Koné        |     |
| 24         | Centrocampista | Mathieu Choinière  |     |
| 20         | Centrocampista | Ali Ahmed          | 77' |
| 21         | Centrocampista | Jonathan Osorio    | 77' |
| 14         | Centrocampista | Jacob Shaffelburg  |     |
| 25         | Delantero      | Tani Oluwaseyi     | 67' |
| Entrenador | Entrenador     | Jesse Marsch       |     |

| 1          | Guardameta     | Sergio Rochet      |     |
| 8          | Defensa        | Nahitan Nández     |     |
| 2          | Defensa        | José María Giménez |     |
| 3          | Defensa        | Sebastián Cáceres  |     |
| 17         | Defensa        | Matías Viña        | 66' |
| 15         | Centrocampista | Federico Valverde  |     |
| 5          | Centrocampista | Manuel Ugarte      | 46' |
| 6          | Centrocampista | Rodrigo Bentancur  |     |
| 11         | Delantero      | Facundo Pellistri  | 61' |
| 19         | Delantero      | Darwin Núñez       | 46' |
| 20         | Delantero      | Maximiliano Araújo | 61' |
| Entrenador | Entrenador     | Marcelo Bielsa     |     |

| 19 | Defensa   | Alphonso Davies | 62' |
| 10 | Delantero | Jonathan David  | 67' |
| 13 | Defensa   | Derek Cornelius | 67' |
| 11 | Delantero | Theo Bair       | 77' |
| 23 | Delantero | Liam Millar     | 77' |

| 9  | Delantero      | Luis Suárez            | 46' |
| 10 | Centrocampista | Giorgian de Arrascaeta | 46' |
| 18 | Delantero      | Brian Rodríguez        | 61' |
| 25 | Delantero      | Cristian Olivera       | 61' |
| 24 | Defensa        | Lucas Olaza            | 66' |

| Anotado | 22' | Ismaël Koné    | 1–1 |
| Anotado | 80' | Jonathan David | 2–1 |

| Anotado | 8'    | Rodrigo Bentancur | 0–1 |
| Anotado | 90+2' | Luis Suárez       | 2–2 |

| Jonathan David    | Acierto de penal           | 1:0 |                  |                        |
|                   |                            | 1:1 | Acierto de penal | Federico Valverde      |
| Moïse Bombito     | Acierto de penal           | 2:1 |                  |                        |
|                   |                            | 2:2 | Acierto de penal | Rodrigo Bentancur      |
| Ismaël Koné       | Fallo de penal (atajado)   | 2:2 |                  |                        |
|                   |                            | 2:3 | Acierto de penal | Giorgian de Arrascaeta |
| Mathieu Choinière | Acierto de penal           | 3:3 |                  |                        |
|                   |                            | 3:4 | Acierto de penal | Luis Suárez            |
| Alphonso Davies   | Fallo de penal (travesaño) | 3:4 |                  |                        |

| Amonestado | 7'  | Luc de Fougerolles |
| Amonestado | 63' | Tani Oluwaseyi     |
| Amonestado | 78' | Ismaël Koné        |
| Amonestado | TP  | Dayne St. Clair    |

| Amonestado | 26' | Matías Viña       |
| Amonestado | 85' | Rodrigo Bentancur |

| Árbitro             | Alexis Herrera     |
| Árbitros asistentes | Lubín Torrealba    |
| Árbitros asistentes | Alberto Ponte      |
| Cuarto árbitro      | Gery Vargas        |
| Quinto árbitro      | Bruno Boschilia    |
| VAR                 | Derlis López       |
| Adicionales VAR     | Milcíades Saldívar |
| Adicionales VAR     | Jhon León          |
| Adicionales VAR     | Jhon Ospina        |
| Asesor de árbitros  | Gustavo Rossi      |
| Quality Mánager     | Patricio Polic     |

| 1          | Guardameta     | Dayne St. Clair    |     |
| 2          | Defensa        | Alistair Johnston  | 62' |
| 3          | Defensa        | Luc de Fougerolles | 67' |
| 15         | Defensa        | Moïse Bombito      |     |
| 22         | Defensa        | Richie Laryea      |     |
| 8          | Centrocampista | Ismaël Koné        |     |
| 24         | Centrocampista | Mathieu Choinière  |     |
| 20         | Centrocampista | Ali Ahmed          | 77' |
| 21         | Centrocampista | Jonathan Osorio    | 77' |
| 14         | Centrocampista | Jacob Shaffelburg  |     |
| 25         | Delantero      | Tani Oluwaseyi     | 67' |
| Entrenador | Entrenador     | Jesse Marsch       |     |

| 1          | Guardameta     | Sergio Rochet      |     |
| 8          | Defensa        | Nahitan Nández     |     |
| 2          | Defensa        | José María Giménez |     |
| 3          | Defensa        | Sebastián Cáceres  |     |
| 17         | Defensa        | Matías Viña        | 66' |
| 15         | Centrocampista | Federico Valverde  |     |
| 5          | Centrocampista | Manuel Ugarte      | 46' |
| 6          | Centrocampista | Rodrigo Bentancur  |     |
| 11         | Delantero      | Facundo Pellistri  | 61' |
| 19         | Delantero      | Darwin Núñez       | 46' |
| 20         | Delantero      | Maximiliano Araújo | 61' |
| Entrenador | Entrenador     | Marcelo Bielsa     |     |

| 19 | Defensa   | Alphonso Davies | 62' |
| 10 | Delantero | Jonathan David  | 67' |
| 13 | Defensa   | Derek Cornelius | 67' |
| 11 | Delantero | Theo Bair       | 77' |
| 23 | Delantero | Liam Millar     | 77' |

| 9  | Delantero      | Luis Suárez            | 46' |
| 10 | Centrocampista | Giorgian de Arrascaeta | 46' |
| 18 | Delantero      | Brian Rodríguez        | 61' |
| 25 | Delantero      | Cristian Olivera       | 61' |
| 24 | Defensa        | Lucas Olaza            | 66' |

| Anotado | 22' | Ismaël Koné    | 1–1 |
| Anotado | 80' | Jonathan David | 2–1 |

| Anotado | 8'    | Rodrigo Bentancur | 0–1 |
| Anotado | 90+2' | Luis Suárez       | 2–2 |

| Jonathan David    | Acierto de penal           | 1:0 |                  |                        |
|                   |                            | 1:1 | Acierto de penal | Federico Valverde      |
| Moïse Bombito     | Acierto de penal           | 2:1 |                  |                        |
|                   |                            | 2:2 | Acierto de penal | Rodrigo Bentancur      |
| Ismaël Koné       | Fallo de penal (atajado)   | 2:2 |                  |                        |
|                   |                            | 2:3 | Acierto de penal | Giorgian de Arrascaeta |
| Mathieu Choinière | Acierto de penal           | 3:3 |                  |                        |
|                   |                            | 3:4 | Acierto de penal | Luis Suárez            |
| Alphonso Davies   | Fallo de penal (travesaño) | 3:4 |                  |                        |

| Amonestado | 7'  | Luc de Fougerolles |
| Amonestado | 63' | Tani Oluwaseyi     |
| Amonestado | 78' | Ismaël Koné        |
| Amonestado | TP  | Dayne St. Clair    |

| Amonestado | 26' | Matías Viña       |
| Amonestado | 85' | Rodrigo Bentancur |

| Árbitro             | Alexis Herrera     |
| Árbitros asistentes | Lubín Torrealba    |
| Árbitros asistentes | Alberto Ponte      |
| Cuarto árbitro      | Gery Vargas        |
| Quinto árbitro      | Bruno Boschilia    |
| VAR                 | Derlis López       |
| Adicionales VAR     | Milcíades Saldívar |
| Adicionales VAR     | Jhon León          |
| Adicionales VAR     | Jhon Ospina        |
| Asesor de árbitros  | Gustavo Rossi      |
| Quality Mánager     | Patricio Polic     |

| Estadísticas      | Bandera de Canadá | Bandera de Uruguay |
| Tiros             | 14                | 12                 |
| Tiros a puerta    | 6                 | 5                  |
| Faltas            | 18                | 17                 |
| Saques de esquina | 7                 | 6                  |
| Penaltis          | 0                 | 0                  |
| Fueras de juego   | 1                 | 1                  |
| Posesión de balón | 52%               | 48%                |

## Estadísticas

### Participación de jugadores
| N.° | Pos        | Jugador       | PJ | Minutos jugados | Goles recibidos | Atajos | Tarjetas amarillas | Doble tarjeta amarilla y roja | Tarjetas rojas |
| --- | ---------- | ------------- | -- | --------------- | --------------- | ------ | ------------------ | ----------------------------- | -------------- |
| 1   | Guardameta | Sergio Rochet | 6  | 540             | –4              | 17     | 0                  | 0                             | 0              |
| 12  | Guardameta | Franco Israel | 0  | 0               | 0               | 0      | 0                  | 0                             | 0              |
| 23  | Guardameta | Santiago Mele | 0  | 0               | 0               | 0      | 0                  | 0                             | 0              |

| N.° | Pos            | Jugador                | PJ | Minutos jugados | Goles | Asistencias | Tarjetas Amarillas | Doble tarjeta amarilla y roja | Tarjetas rojas |
| --- | -------------- | ---------------------- | -- | --------------- | ----- | ----------- | ------------------ | ----------------------------- | -------------- |
| 2   | Defensa        | José María Giménez     | 5  | 300             | 0     | 1           | 1                  | 0                             | 0              |
| 3   | Defensa        | Sebastián Cáceres      | 5  | 256             | 0     | 1           | 0                  | 0                             | 0              |
| 4   | Defensa        | Ronald Araújo          | 4  | 258             | 0     | 1           | 0                  | 0                             | 0              |
| 5   | Centrocampista | Manuel Ugarte          | 6  | 495             | 0     | 0           | 1                  | 0                             | 0              |
| 6   | Centrocampista | Rodrigo Bentancur      | 6  | 167             | 2     | 0           | 1                  | 0                             | 0              |
| 7   | Centrocampista | Nicolás de la Cruz     | 5  | 355             | 0     | 2           | 2                  | 0                             | 0              |
| 8   | Defensa        | Nahitan Nández         | 5  | 434             | 0     | 0           | 0                  | 0                             | 1              |
| 9   | Delantero      | Luis Suárez            | 4  | 75              | 1     | 0           | 0                  | 0                             | 0              |
| 10  | Centrocampista | Giorgian de Arrascaeta | 5  | 162             | 0     | 1           | 0                  | 0                             | 0              |
| 11  | Delantero      | Facundo Pellistri      | 6  | 450             | 1     | 1           | 0                  | 0                             | 0              |
| 13  | Defensa        | Guillermo Varela       | 2  | 45              | 0     | 0           | 1                  | 0                             | 0              |
| 14  | Centrocampista | Agustín Canobbio       | 1  | 1               | 0     | 0           | 0                  | 0                             | 0              |
| 15  | Centrocampista | Federico Valverde      | 6  | 531             | 1     | 0           | 0                  | 0                             | 0              |
| 16  | Defensa        | Mathías Olivera        | 5  | 375             | 1     | 0           | 0                  | 0                             | 0              |
| 17  | Defensa        | Matías Viña            | 5  | 356             | 1     | 1           | 1                  | 0                             | 0              |
| 18  | Delantero      | Brian Rodríguez        | 1  | 29              | 0     | 0           | 0                  | 0                             | 0              |
| 19  | Delantero      | Darwin Núñez           | 6  | 476             | 2     | 0           | 1                  | 0                             | 0              |
| 20  | Delantero      | Maximiliano Araújo     | 6  | 448             | 2     | 1           | 0                  | 0                             | 0              |
| 21  | Centrocampista | Emiliano Martínez      | 0  | 0               | 0     | 0           | 0                  | 0                             | 0              |
| 22  | Defensa        | Nicolás Marichal       | 0  | 0               | 0     | 0           | 0                  | 0                             | 0              |
| 24  | Defensa        | Lucas Olaza            | 2  | 31              | 0     | 0           | 0                  | 0                             | 0              |
| 25  | Delantero      | Cristian Olivera       | 4  | 141             | 0     | 0           | 0                  | 0                             | 0              |
| 26  | Delantero      | Brian Ocampo           | 0  | 0               | 0     | 0           | 0                  | 0                             | 0              |

### Goleadores
| N.°   | Jugador            | Anotado | PJ | Prom. | Jugada | Cabeza | TL | Penal |
| ----- | ------------------ | ------- | -- | ----- | ------ | ------ | -- | ----- |
| 1     | Darwin Núñez       | 2       | 6  | 0.33  | 2      | 0      | 0  | 0     |
| 1     | Maximiliano Araújo | 2       | 6  | 0.33  | 2      | 0      | 0  | 0     |
| 1     | Rodrigo Bentancur  | 2       | 6  | 0.33  | 1      | 1      | 0  | 0     |
| 4     | Luis Suárez        | 1       | 4  | 0.25  | 1      | 0      | 0  | 0     |
| 5     | Matías Viña        | 1       | 5  | 0.2   | 0      | 1      | 0  | 0     |
| 5     | Mathías Olivera    | 1       | 5  | 0.2   | 1      | 0      | 0  | 0     |
| 7     | Facundo Pellistri  | 1       | 6  | 0.17  | 1      | 0      | 0  | 0     |
| 7     | Federico Valverde  | 1       | 6  | 0.17  | 1      | 0      | 0  | 0     |
| Total | Total              | 11      | 6  | 1.83  | 9      | 2      | 0  | 0     |

### Asistencias
| N.°   | Jugador                | Asistencia | Jugada | Cabeza | TL | SdE |
| ----- | ---------------------- | ---------- | ------ | ------ | -- | --- |
| 1     | Nicolás de la Cruz     | 2          | 1      | 0      | 1  | 0   |
| 2     | Matías Viña            | 1          | 1      | 0      | 0  | 0   |
| 2     | Ronald Araújo          | 1          | 0      | 1      | 0  | 0   |
| 2     | Maximiliano Araújo     | 1          | 1      | 0      | 0  | 0   |
| 2     | Facundo Pellistri      | 1          | 1      | 0      | 0  | 0   |
| 2     | Giorgian de Arrascaeta | 1          | 0      | 0      | 1  | 0   |
| 2     | José María Giménez     | 1          | 1      | 0      | 0  | 0   |
| 2     | Sebastián Cáceres      | 1          | 0      | 1      | 0  | 0   |
| Total | Total                  | 9          | 5      | 2      | 2  | 0   |

### Sanciones disciplinarias
| N.°   | Jugador            | Amonestado | Otorgado · Expulsado | Expulsado | Sanción                                   |
| ----- | ------------------ | ---------- | -------------------- | --------- | ----------------------------------------- |
| 1     | Nicolás de la Cruz | 2          | 0                    | 0         | Un partido (Definición del tercer puesto) |
| 2     | Nahitan Nández     | 0          | 0                    | 1         | Un partido (Semifinales)                  |
| 3     | Darwin Núñez       | 1          | 0                    | 0         |                                           |
| 3     | Manuel Ugarte      | 1          | 0                    | 0         |                                           |
| 3     | José María Giménez | 1          | 0                    | 0         |                                           |
| 3     | Guillermo Varela   | 1          | 0                    | 0         |                                           |
| 3     | Matías Viña        | 1          | 0                    | 0         |                                           |
| 3     | Rodrigo Bentancur  | 1          | 0                    | 0         |                                           |
| Total | Total              | 8          | 0                    | 1         |                                           |